# Kévin Keben
Kévin Keben Biakolo (Bertoua, 26 gennaio 2004) è un calciatore camerunese, difensore del Watford.

## Carriera
Cresciuto nel settore giovanile del Tolosa, ha esordito in prima squadra il 5 marzo 2021, a soli 17 anni, nella partita di Coppa di Francia vinta per 0-2 contro l'Aubagne; il 1º febbraio 2022 firma il primo contratto professionistico con il club francese, di durata triennale.
Il 29 agosto 2024 viene acquistato dal Watford.

## Statistiche

### Presenze e reti nei club
Statistiche aggiornate al 23 febbraio 2025.
| Stagione        | Squadra         | Campionato      | Campionato | Campionato | Coppe nazionali | Coppe nazionali | Coppe nazionali | Coppe continentali | Coppe continentali | Coppe continentali | Altre coppe | Altre coppe | Altre coppe | Totale | Totale |
| Stagione        | Squadra         | Comp            | Pres       | Reti       | Comp            | Pres            | Reti            | Comp               | Pres               | Reti               | Comp        | Pres        | Reti        | Pres   | Reti   |
| --------------- | --------------- | --------------- | ---------- | ---------- | --------------- | --------------- | --------------- | ------------------ | ------------------ | ------------------ | ----------- | ----------- | ----------- | ------ | ------ |
| 2021-2022       | Tolosa 2        | N3              | 11         | 0          | -               | -               | -               | -                  | -                  | -                  | -           | -           | -           | 11     | 0      |
| 2022-2023       | Tolosa 2        | N3              | 8          | 1          | -               | -               | -               | -                  | -                  | -                  | -           | -           | -           | 8      | 1      |
| Totale Tolosa 2 | Totale Tolosa 2 | Totale Tolosa 2 | 19         | 1          |                 | -               | -               |                    | -                  | -                  |             | -           | -           | 19     | 1      |
| 2020-2021       | Tolosa          | L2              | 0          | 0          | CF              | 1               | 0               | -                  | -                  | -                  | -           | -           | -           | 1      | 0      |
| 2022-2023       | Tolosa          | L1              | 11         | 0          | CF              | 0               | 0               | -                  | -                  | -                  | -           | -           | -           | 11     | 0      |
| 2023-2024       | Tolosa          | L1              | 8          | 0          | CF              | 1               | 0               | UEL                | 2                  | 0                  | SF          | 0           | 0           | 11     | 0      |
| Totale Tolosa   | Totale Tolosa   | Totale Tolosa   | 19         | 0          |                 | 2               | 0               |                    | 2                  | 0                  |             | 0           | 0           | 23     | 0      |
| 2024-2025       | Watford         | FLC             | 4          | 0          | FACup+CdL       | -               | -               | -                  | -                  | -                  | -           | -           | -           | 4      | 0      |
| Totale carriera | Totale carriera | Totale carriera | 42         | 1          |                 | 2               | 0               |                    | 2                  | 0                  |             | 0           | 0           | 46     | 0      |

## Palmarès

### Competizioni nazionali
- Coppa di Francia: 1

Tolosa: 2022-2023